# Língua amis
Amis é uma das línguas de Formosa (Taiwan) sendo falada pelo povo Amis, uma tribo indígena da costa leste de Taiwan (aborígenes). É falada desde a cidade de Hualien no norte até Taitung no sul, com alguma população nas proximidades do extreme sul da ilha, embora as variantes sejam consideradas com uma língua separada.
Havia 180.878 Amis étnicos conforme  o Conselho dos Povos Indígenas do Yuan Executivo de Taiwan (2009).
Os serviços Governamentais das áreas onde vivem muitos Amis em Taiwan, como as estações ferroviárias de Hualien e Taitung, transmitem e língua Amis e em Mandarim. Porém poucos dos Amis menores de 20 anos em 1995 falavam a língua, não se sabendo quantos dos 138 mil Amis étnicos falavam a língua.

## Dialetos
Amis é um Continuum dialectal. As variantes, Sakizaya e Nataoran, são suficientemente divergentes para ser classificas como línguas separadas. Dentre os dialetos próprios estão Tavalong-Vata'an, o Medial, os do Sul (Malan e Hengchun Amis).

## Fonologia
As informações a seguir se referem aos dialetos centrais do Amis (Amis (Maddieson & Wright).

### Consoantes
|                     | Labial | Dental | Alveolar | Palatal | Velar | Epiglotal | Glotal |
| ------------------- | ------ | ------ | -------- | ------- | ----- | --------- | ------ |
| Nasais              | m      | n̪      |          |         | ŋ     |           |        |
| Plosivas e africada | p      | t̪      | t͡s       |         | k     | ʡ ~ я     | ʔ      |
| Fricativas          | v      | ð̪ ~ ɮ̪  | s        |         | (ɣ)   | ʜ         | h      |
| Vibrante            |        |        | r        |         |       |           |        |
| Flap lateral        |        |        | ɺ̠        |         |       |           |        |
| Aproximantes        | w      |        |          | j       |       |           |        |

A plosiva /p t k ʡ/ e a africada /t͡s/ são fracas e, assim sendo, a palavra ccay "um" é pronunciada [t͡sət͡saj]; como é a /s/ grupos consonantais; spat "quatro" é [səpat⁼]. A plosiva glotal é uma exceção, sendo com muita frequência fraca quando em posição final.  As fricativas sonoras (fonética) /v ɮ ɣ/ (a última só existe em palavras estrangeiras) são suavizadas para [f ɬ x] com pronúncia na posição final e por vezes no início. A . /ɮ/ pode ser interdental ou pós-dental. As sibilantes {{IPA|/t͡s s/} são opcionalmente palatizadas ([t͡ɕ ɕ]) antes de /i/. /j/ e não ocorrem na posição final de palavras. /ɺ/ é muitas vezes post-alveolar, sendo enfraquecida no final da palavra: [ʡuʡuɺ̠ə] "neblina".
/ɮ/ apresenta enorme grande variação entre os dialetos. Em Fengbin, cidade no centro do território Amis, é pronunciada como a consoante Central Fricativa Dental, [ð̪], enquanto que na cidade de Kangko, a apenas 15 km dali, é como a consoante lateral [[IPA|[ɮ̪]}}. Nos dialetos norte do Amis, eesa é uma [d̪] plosiva, que também pode ser relaxada para [ð̪] de forma intervocal.
As epiglotais apresentam também pronúncias diferentes no norte, mas as descrições são contraditórias. No Amis Central, /ʜ/ é sempre muda e /ʡ/ é frequentamente acompanhada por vibrações , o que sugere que aí se apresente como epiglotal vibrante, muitas vezes descrita como "я". Edmondson e Elsing percebem que essas são epiglotais verdadeiras, tanto na posição inicial ou medial, mas com pronúncia mais forte na final posição funcionam como "epigloto-faringeal".
Sakizaya, por vezes considerou que o dialeto Norte do Amis contrasta a sonora /z/ com a suave (muda) /s/. Na ortografia prática o  /ts/ é escrito como <c>, /j/ <y>, /ʡ/ <'>, /ʔ/ <^>, /ɮ/ <d>, /ŋ/ <ng>, e /ʜ/ <x>.

### Vogais
|         | Frontal | Central | Posterior |
| ------- | ------- | ------- | --------- |
| Fechada | i       |         | u         |
| Média   |         | (ə̆)     |           |
| Aberta  |         | a       |           |

Amis apresenta três vogais simples e comuns aos dialetos, /i a u/. Apesar do fato de aparentemente se fazer necessária uma larga latitude fonética, por serem tão somente três vogais, as vogais Amis não variam muito, se mantendo frequentemente na suas pronúncias básicas, embora haja algum movimento de /a/ e /u/ se aproximando entre si (tendendo a [o] range), havendo espaço para um vogal frontal (na faixa de [e]).
Um "schwa" epentético quase mudo opcional quebra os grupos consoanatais, conforme  Porém, é muito pequeno o número de palavras onde um "schwa" curto (escrito como e) teria força fonêmica. Não há contraste entre tal "schwa" e, se houvsee, seria epentático. Desse modo, há palavras do Amos que não têm vogais. Exemplos são o  e em  malmes "triste", pronunciado [maɺə̆mːə̆s], e em ’nem "seis", pronunciado [ʡnə̆m] ou [ʡə̆nə̆m].

## Exemplos de palavras
| - lotong: Macaco - fafoy: Porco - wacu: Cão - pusi: Gato - kudiwis: Lebre | - cecay: Um - tosa: Dois - tolo: Três - sepat: Quatro - lima: Cinco | - enem: Seis - pito: Sete - falo: Oito - siwa: Nove - polo: Dez |

- Comparar com Tagalog baboy (porco), tatlo (3), apat (4), lima (5), anim (6), pito (7), walo (8)
- Comparar com Kapampangan asu (cão), pusa (gato), atlo (3), apat (4), lima (5), anam (6), pitu/pito (7), walu/walo (8), siyam (9), apulu/apulo (10) e ama (pai) e ima (mãe)

- ma olah kako mimali = Eu gosto de jogar esportes.
- takaraw ko pi ta’kod = Eu salto muito alto.
- kalamkam ko kacomikay = Eu corro muito rápido.
- Ira ko tata’angay a mata a ko = Eu tenho olhos grandes.
- mamangay a ngapa = Uma boca pequena.
- takaya’ay a fokes = Cabelos longos.
- sowalsan ko kahaccay a tamdaw makapahay kako = Todos dizem que eu sou bonito.
- ma fana’ay mi asik，misawsaw to kaysing，milidong to fodoy = Eu posso varrer o chão, lavar os pratos e a roupa.
- ma olah midmak kako to tayal no loma’ = Eu gosto de fazer serviços domésticos.
- nawhani ma olah kako to loma’no mako = Porque eu amo minha casa.

## Gramática
Os Verbos em Amis têm algumas inflexões que incluem “Cláusula existencial”, Voz ativa, Voz passiva, “Sentença disposta”, Modo imperativo, “Modo optativo” e “Modo proibitivo”.
Há dois tipos de “sequências de palavras numa frase”, são as chamadas '"Geral" e "Especial".
Below are some examples of Amis sentence:

### Sequência Especial
| Verbo                 | Sujeito                                   |
| --------------------- | ----------------------------------------- |
| Verbo, Adjetivo, etc. | ko (Adposição para Sujeitos)+Substantivos |

#### Exemplo
- Maomahay ko wama. (O pai está trabalhando na fazenda)
  - mimaomahay: trabalhando (na fazenda, campo)
  - wama: Pai

- Misaholoay ko wina. (A mãe está cozinhando arroz)
  - misaholoay: cozinhando (arroz)
  - ina/wina: Mão

### Sequência Geral
‘’Verbo-Sujeito-Objeto’’
| Verbo                 | Sujeito                                    | Objetos                                           |
| --------------------- | ------------------------------------------ | ------------------------------------------------- |
| Verbo, Adjetivo, etc. | ko (Preposição para Sujeitos)+Substantivos | to (Preposição para Objetos Objects)+Substantivos |

#### Exemplo
- Mifaca' ko kaying to riko'. (O homem jovem está lavando roupa.)
- Mifaca' koya kaying to riko'. (A mulher jovem está lavando roupa.)
  - mifaca': Lavar (roupas)
  - kaying: mulher jovem
  - riko'/fudoy: roupa

## Amostra de texto
Misanga' a mitilid tonini a cudad oha papadama to tamdaw mickiw to Fangcalay Cudad. Oniya cudad wanga'ay samaanen a misakadadmak hani? Nga'ayay toolen iso koniya sapakafana' niyam a midmak: itini satapangan no ccaccay fdengan iraay ko pina a salicay. I larikol no ccaccay salicay iraay ko fanko, pa'ihkalay konini to itiraay kora ca'of tora sinael. Nga'ayay salakaten minengneng kora salicay, saharateratengen. Dotoc to 'osien kora ccaccay sinael, fohaten ko Fangcalay Cudad no miso minengneng kora sinael. Marahci iso mi'osi ko ccay fdengan ikol i, liyawen minengneng kora salicay, romalen to samanay ko ca'of no Fangcalay Cudad toniya salicay. Ma^min iso mi'osi koniya cudad ikol i, liyawen miromal ko kihcod a salicay
- Fonte: https://www.jw.org/ami/%E5%87%BA%E7%89%88%E7%89%A9/%E6%9B%B8%E7%B1%8D/require/samaanen-misakadadmak-koniya-cudad/